# ردود الأفعال المحلية على الأزمة السورية
ردود الأفعال المحلية على الأزمة السورية تشمل ردّة فعل السلطات والإجراءات الحكومية والإدارية والإصلاحات المقدّمة، إضافة إلى موقف القوات المسلحة السورية وموقف العاملين في الدولة والحراك الشعبي الموالي، وأيضًا مواقف المعارضة السورية في الداخل والخارج.

## الموقف الرسمي

### خلفية
كان الرئيس السوري بشار الأسد قد أعلن في 31 يناير 2011 -أي قبل أندلاع الاحتجاجات- عن إصلاحات سياسية وصفها بغير «جذرية» أو «سريعة» منها إجراء انتخابات بلدية ذاك العام ومنح المنظمات غير الحكومية المزيد من السلطات وسن قانون جديد للإعلام.
وبعد اندلاع الاحتجاجات، أعلنت بثينة شعبان مستشارة الرئيس السوري في 24 مارس 2011 عن وعود بإصلاحات قررتها القيادة القطرية لحزب البعث برئاسة بشار الأسد لمحاربة الفساد، وإنهاء الطوارئ، ودراسة إصدار قانون ينظم عمل الأحزاب السياسية، وقانون جديد للإعلام، وأضافت أن القيادة قررت أيضا زيادة رواتب العاملين في الدولة، وإيجاد التمويل اللازم للضمان الصحي، وتمكين الموارد اللازمة لتوفير وظائف جديدة للعاطلين عن العمل. ونقلت شعبان تعازي الرئيس الأسد لأهالي الضحايا في مدينة درعا، وأكدت أن مطالب أهالي درعا هامة وشرعية وتستحق النقاش، لافتة إلى أن استهداف سوريا هو استهداف للمقاومة.

### تطوّر الأحداث وبداية التمرد المسلح
حسب الرواية الرسميّة، فإن «عصابات إرهابية مسلحة» تقوم باستهداف المدنيين والجيش في نفس الوقت، وقد اصطلح على تسميتها في بداية الانتفاضة «المندسين»، كما أن هوية هذه العصابات غير معروفة على وجه الدقة، غير أن الجهات الحكومية تجد أنها «سلفية جهادية» وأن الجيش السوري إنما ينشط في المدن والمناطق السورية للقضاء على هذه العصابات، التي اتهمت دول مجاورة وجهات عربية بتمويلها،  كما توجه إليها تهمة قتل ألوف من الجنود وعناصر الأمن السوريين. تقول الحكومة أيضًا أن عمليات تخريب للممتلكات العامة والخاصة قد وقعت على أيدي المتظاهرين، وأن عمليات خطف وتهجير وتنكيل وتمثيل بالجثث واستجلاب خلفيات طائفيّة يرافق التظاهر. تقول الحكومة أيضًا، أن هناك «مؤامرة خارجية» تحدث عنها الرئيس نفسه في أكثر من خطاب خلال الانتفاضة، وذهب أمام بعض زواره للقول بأن المؤامرة هدفها النيل من وحدة سوريا وتقسيمها،  كما اتهمت قطر وتركيا بكونهما عنصرين بارزين في المؤامرة الخارجية،  التي اتهمت إسرائيل بتقديم سلاح لدعمها عثر عليه في حمص ومناطق أخرى.
كما تتهم الحكومة ترافق المظاهرات بعمليات شغب وإحراق لعدد من المرافق العامة والمباني الخاصة،  وبثت عدة نداءات من قبل الأهالي تطالب بتدخل الجيش لإيقاف مثل هذه العمليات.
الحكومة لم تنف وجود «أخطاء فردية» في التعامل مع المتظاهرين السلميين، ولهذه المناسبة شكل الرئيس لجنة خاصة للتحقيق عن حالات قتل فيها مدنيون سلميّون، ولم تقدم اللجنة نتائج تحقيقاتها بعد،  وجل ما قامت به منع بعض المسؤوليين الأمنيين من السفر؛ كما لم يعرف بشكل نهائي عدد ضحايا «الأخطاء الفردية» حسب تقديرات اللجنة المشكلة.

### الإعلام الحكومي

الإعلام الحكومي في نفيه مجزرة الخالدية.

الإعلام الرسمي، سواءً أكان ممثلًا بوكالة سانا أم التلفزيون السوري الحكومي أم مختلف الصحف والمواقع الممولة من قبل الحكومة، يتفق حول وجود عصابات إرهابية مسلحة؛ ويورد اعترافات لأشخاص قالوا أنهم تلقوا أموالًا وأسلحة من الخارج ونفذوا عمليات قتل وقنص وتفجير، فضلًا عن بث مشاهد ضبط أسلحة ومتفجرات قادمة من العراق ولبنان.
ويتهم الإعلام الرسمي قنوات الجزيرة والعربية وغيرهما من القنوات «بالتحريض الإعلامي وفبركة شهود الزور في تغطية الأحداث» و«استغلال ما يجري في سوريا لأهداف خاصة» تدعم «المؤامرة الخارجية»؛ في سبيل إثبات ذلك، لجأت وسائل إعلام حكوميّة عديدة لبث حلقات تكشف «التضليل الإعلامي»، على سبيل المثال في تحقيق أجرته صحيفة تشرين حول التضليل الإعلامي، قالت أن الجزيرة بثت يوم 17 يونيو نبأ مفاده «تصفية» عائلة عبد الجليل خليل لدى عودتهم إلى جسر الشغور على يد الجيش، لكن الصحيفة أجرت مقابلة مع عائلة عبد الجليل خليل شخصيًا وقالت أنه لا يزال على قيد الحياة وأفراد أسرته، على العكس من ذلك قال خليل في المقابلة أن الجيش عامله بكل مودة واحترام،  كما يقوم الإعلام بنفي بعض المجازر التي تنسب إلى الجيش كمجزرة الخالدية التي راح ضحيتها 337 مدنيًا، وقال التلفزيون الحكومي أن «العصابات المسلحة» هي من قتلت المدنيين وعرضت الجثث على أنها لمواطنين قتلهم الجيش.
وقد شكك الكاتب البريطاني روبرت فيسك في صحة الرواية الرسمية واتهمها بالكذب، كما حمل الحكومة السورية مسؤولية الافتقار للمصداقية لأن السلطات منعت الصحفيين الأجانب من دخول البلاد أو حدّت من حريتهم في العمل، لإثبات أو نفي تلك المزاعم،  كما انشق عدد من الإعلاميين عن مؤسسة التلفزة الرسميّة ومنهم فرحان مطر وتوفيق الحلاق، في حين تم إقالة البعض الآخر على خلفية مواقف لم توات الحكومة مثل سميرة مسالمة مديرة تحرير جريدة تشرين بعد مقابلة على شاشة الجزيرة، حملت فيها رجال الأمن مسؤولية أحداث درعا.

### الإصلاحات

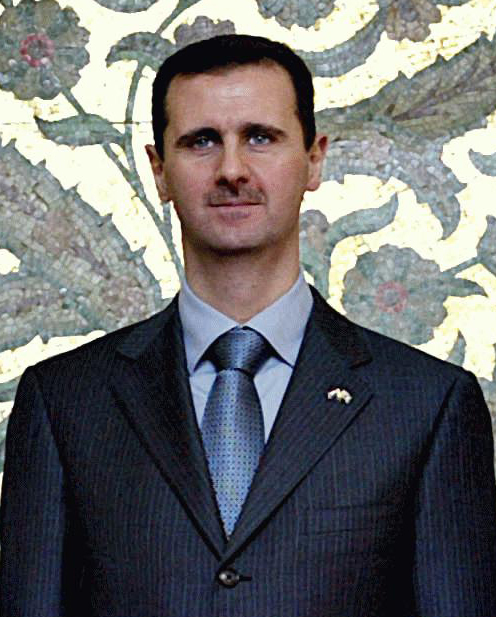
اتخذ الرئيس السوري بشار الأسد حزمة من القرارات لتهدئة المتظاهرين.

#### القوانين والمراسيم التشريعية
في 24 مارس 2011 قالت بثينة شعبان أن القيادة القطرية لحزب البعث اجتمعت وقررت محاربة الفساد وإنهاء حالة الطوارئ وإصدار قانون للأحزاب وآخر للإعلام؛ كما قررت القيادة في الاجتماع الذي ترأسه الأسد نفسه زيادة رواتب العاملين في الدولة، وتحسين وضع الضمان الصحي ومعالجة أسرع للعاطلين عن العمل. في جميع الخطابات اللاحقة، قدّم الأسد أفكارًا حول الإصلاحات؛ في 7 أبريل أصدر الأسد مرسومًا تشريعيًا بمنح الجنسية لعشرات الآلاف من الأكراد في محافظة الحسكة المسجلين كأجانب في الدولة منذ 1961، كما أفرج عن 24 كرديا في مدينة الرقة.
وقد دعا قادة 12 حزبا كرديًا للاجتماع به في 4 يونيو لبحث الأوضاع بالبلاد في إطار لقاءات يعقدها مع أطياف المجتمع. وفي 21 أبريل أصدر مرسومًا بإيقاف العمل بحالة الطوارئ في سوريا لكنه أبقى على قانون الطوارئ موجودًا وقابلًا لإعادة التفعيل، وألغى محكمة أمن الدولة العليا (وهي محكمة استثنائية لم ترد في الدستور)، كما أصدر مرسومًا بإلغاء محكمة أمن الدولة العليا، ومرسومًا تشريعيًا يضمن «حق التظاهر السلمي للمواطنين» رغم رفض وزارة الداخلية لترخيص عدد كبير من طلبات ترخيص المظاهرات.
ثم عاد وأصدر في 4 أغسطس قانون الأحزاب الذي يتيح التعددية السياسيّة في البلاد، وفي اليوم نفسه صدر قانون جديد للانتخابات العامة غير أنه ظل الأساس الانتخابي كالقانون السابق الصادر عام 1971 من ناحية الأغلبية البسيطة في الانتخاب وكون المحافظة الدائرة الانتخابية، ولعلّ أكبر الفروق بين هذا القانون والسابق ضمان الإشراف القضائي على الانتخابات؛ كما صدر في 28 أغسطس قانون الإعلام الذي يتيح التعددية الإعلاميّة ويخفف القيود على إنشاء المجلات والصحف وغيرها من القيود السابقة. وصل الإصلاح إلى الدستور السوري في 15 أكتوبر حين شكل الرئيس لجنة إعادة كتابة الدستور محددًا مهلة عملها بأربع أشهر، وفي 26 فبراير 2012 تمت المصادقة عليه باستفتاء شعبي ونشره الرئيس في اليوم التالي بمرسوم، رغم أنه لاقى الكثير من النقد خصوصًا حول فصل السلطات والصلاحيات الواسعة لرئيس الجمهورية حتى اعتبر تنقيحًا لدستور 1973 أكثر من كونه دستورًا جديدًا.
هناك قرارات أخرى صدرت من وزراء، كقرار وزير التربية السوري في 6 أبريل القاضي برفع الحظر عن النقاب في المدارس السوريّة،  وفي اليوم نفسه أغلق أكبر نادي قمار في دمشق.

#### العفو العام
في 24 مارس أصدر الأسد قرارًا بإخلاء جميع الموقوفين على خلفية أحداث درعا وحدها،  وفي 26 مارس أفرج عن 260 معتقلًا سياسيًا أغلبهم من الإسلاميين،  وفي 6 أبريل تم إطلاق سراح 48 معتقلًا سياسيًا كرديًا اعتقلوا على خلفية أحداث عيد النيروز عام 2010. في 14 أبريل قرر الرئيس إطلاق سراح جميع من اعتقلوا على خلفية المظاهرات، واستثنى من ارتكبوا أعمالًا إجرامية؛ أما أول عفو عام شامل أصدرته السلطة كان في 31 مايو وشمل «جميع الموقوفين على خلفية انتمائهم لتيارات سياسية»، وأرفقه بعفو عام آخر في 21 يونيو. في حين اتهمت منظمات حقوقيّة عالميّة مثل منظمة العفو الدولية بعدم تطبيق هذين العفوين، وأن عشرات آلاف المعتقلين لا يزالون يقبعون في السجون رغم العفو.

#### التغييرات الإدارية
في 29 مارس استقالت حكومة ناجي عطري بعد ثماني سنوات من مكوثه في رئاسة الوزارة،  وفي 3 أبريل تم تعيين عادل سفر وزير الزراعة السابق وعضو حزب البعث رئيسًا للوزراء سيرًا على النمط العام في تشكيل الحكومات بأن تكون حكومات ذات أغلبية بعثية وبرئاسة شخصية من القيادة القطرية؛ وقد احتفظ فيها عدد من الوزراء السابقين بمناصبهم كما هو الحال مع وزيري الدفاع علي حبيب والخارجية وليد المعلم، فيما شمل التغيير تعيين محمد إبراهيم الشعار وزيرا للداخلية بالإضافة إلى تعيين وزراء جدد في وزارات السياحة والزراعة والمالية والاقتصاد والإسكان والنقل والكهرباء والصناعة والإعلام. وفي 11 أبريل تشكلت حكومة سفر.
في 31 مارس شكل الرئيس لجنة مستقلة لتحقيق في مقتل المدنيين،  غير أنها حتى مارس 2012 لم تقدم نتائج أعمالها. وفي 7 أبريل تمت إقالة محافظ حمص إياد غزال من مهمته وهو أحد مطالب متظاهري المدينة وقد خلفه غسان عبد العال؛
تلا ذلك في 20 أبريل إقالة مدير الأمن السياسي في بانياس على خلفية ما ارتكبته قوات الأمن السورية في قرية البيضا،  وكان قد سبقهما فيصل كلثوم محافظ درعا بناءً على طلب المتظاهرين فيها ولضلوعه في القمع الأمني للانتفاضة فيها. وتلاه في 2 يوليو إقالة محافظ حماه أحمد عبد العزيز بعد مظاهرات ساحة العاصي الحاشدة التي قدر عدد المشاركين فيها بنصف مليون؛ وفي 24 يوليو تم نقل حسين عرنوس محافظ دير الزور إلى محافظة القنيطرة وتعيين سمير عثمان الشيخ محافظًا للدير. وفي 15 أغسطس أعفي محافظ حلب من مهمته وتم تعيين موفق خلوف خلفًا له؛ وبعدها بشهرين في 23 أكتوبر غدا بدر الشوفي محافظًا لإدلب وحسين مخلوف محافظًا لريف دمشق.

### الدستور الجديد والتبعات
في فبراير 2012 طرح الاسد دستورا جديدا للبلاد وقد طلب طلب من السوريين الاستفتاء عليه في 26 من الشهر نفسه وفي هذا الدستور تم تغيير المادة الثامنة التي تنص على ان حزب البعث هو القائد للدولة وكذلك حددت فترة حكم الرئيس بولاتين فقط كل واحدة مدتها سبع سنوات  في 7 مايو 2012 جرت انتخابات مجلس الشعب السوري في وقت كانت فيه أعمال العنف تعصف بأغلب مناطق البلاد ووصفت المعارضة السورية على راسها المجلس الوطني الانتخابات بالمهزلة ودعت السوريين لمقاطعتها  في 23 يونيو 2012 اصدر الاسد مرسوما يقضي بتشكيل حكومة جديدة برئاسة رياض حجاب  وفي 2 يوليو 2012 اصدر الاسد ثلاث قوانين تتعلق بمكافحة الإرهاب قام مجلس الشعب المنتخب بالتصديق عليها 

## الحملات المؤيدة للحكومة
شهدت البلاد مجموعة من النشاطات التي قام بها المجتمع المدني داخل سوريا، أبرزها الجيش السوري الإلكتروني الذي يقوم بقرصنة المواقع أو الصحفات التابعة للمعارضة أو وسائل إعلامية هي في نظره منحازة ضد النظام. وقد قامت إدارة الفيس بوك بإغلاق صفحة الموقع أكثر من مئة مرة،  وقد اكتسب شهرة خاصة بعد أن ذكره الرئيس خطابه الأول بجامعة دمشق.
من الحملات الأخرى، هي حملة رفع أكبر علم سوري طوله 2300 متر كرمز لعدد سكان سوريا، وقد تم رفعه في 11 يونيو 2011 على الطريق السريع بالمزّة بدمشق؛ هناك أيضًا حملة «بالعز الملون يا علمي» في حلب التي تهدف إلى تلوين العلم السوري يدويًا ورفعه على قلعة حلب،  كذلك فقد رفع يوم 9 يوليو أكبر علم وطني في العالم بطول 16 كم بين اللاذقية وجبلة،  ونظمت أيضًا حملة للتبرع بالدم للجرحى والمصابين من الجيش كما قال منظموها،  وحملة «دعم الليرة السورية» التي تشجع المواطنين على إيداع نقود بالعملة المحلية في المصارف الحكومية لمواجهة تزايد سحب رؤوس الأموال من المصارف، وقد بلغة حصيلة الحملة في جولتها الأولى 360 مليون ليرة سورية. وأغلب القائمين بهذه الحملات تتم عبر موقع الفيس بوك من قبل شبان موالين للنظام. شهدت البلاد أيضًا عدة مسيرات حاشدة مؤيدة للنظام في دمشق وحلب ومناطق أخرى من البلاد، سيّما في ساحة الأمويين، كان آخرها ضمن فعاليات «المسيرة العالمية من أجل سوريا»،  علمًا أن دوائر الدولة والمؤسسات التعليمية تعطل في يوم المسيرات المؤيدة خلال وقت المسيرة.

## المعارضة
أول مؤتمر للمعارضة السورية بعد اندلاع الاحتجاجات في 15 مارس عُقد في 1 يونيو بمدينة أنطاليا التركية، وضم حوالي ثلاثمائة شخصية سوريّة معارضة في حين غابت عنه أطياف أخرى من المعارضة السورية وحضره إعلان دمشق في المنفى والإخوان المسلمون بصفة مراقب،  وقد طالب المؤتمر باستقالة الرئيس وتسلّم فاروق الشرع للسلطة مؤقتًا بينما ينتخب مجلس جديد للشعب، ورفع في ختام المؤتمر العلم السوري قبل 1963 على أنه علم «الاستقلال الثاني»،  في 2 يونيو انعقد مؤتمر آخر للمعارضة بدعوة من الإخوان المسلمين في سوريا وذلك في مدينة بروكسل وطالب أيضًا «بإسقاط النظام» والتحول لدولة مدنية.
في 28 يونيو انعقد ثالث المؤتمرات تحت شعار «سوريا للجميع في ظل دولة ديموقراطية مدنية»،  في فندق سمير أميس في دمشق، حضره 200 شخصية معارضة ومستقلة سوريّة، وهو أول مؤتمر ينعقد للمعارضة منذ 1963 داخل سوريا،  وقد دعم المؤتمر في بيانه الختامي «الانتفاضة السلمية» وأكد على ضرورة المسير قدمًا في الإصلاحات وإنهاء الحل الأمني؛ بعد أسبوع في 4 يوليو انعقد مؤتمر آخر في فندق سمير أميس بدمشق تحت عنوان «مبادرة البرلمانيين المستقلين من أجل سوريا الحديثة» وشارك فيه 60 عضوًا في مجلس الشعب،  غير أنّ إدارة الفندق قالت أن منظمي المؤتمر لم يطلبوا إذنًا لعقده فيها، كما حصلت تلاسن تطوّر لاشتباك بالإيدي بين المشاركين أنفسهم ولم يصدر عن المؤتمر بيان ختامي، غير أن خطة العمل التي قدمها تضمنت ستة نقاط قال المؤتمرون أنه من الممكن تنفيذها خلال 12 شهرًا ما يؤمن التحوّل نحو نظام تعددي ديموقراطي.
في 8 يوليو انعقد في باريس مؤتمر للمعارضة بدعوة من برنارد ليفي المعروف بدعمه للصهيونية وعلاقته الوطيدة مع إسرائيل، وذلك بالتنسيق مع اللجنة المنبثقة عن مؤتمر أنطاليا والإخوان المسلمين، ما دفع بعض أركان المعارضة نفسها من أمثال هيثم المناع الذي صرّح: «لا يمكن لمن يجلس مع الصهاينة أن يشارك في معركة الشعب السوري ضد الديكتاتورية، انها مؤامرة ضد الشباب، الذين جمعوا بين التحرر والحرية في شعاراتهم، ورفعوا راية فلسطين إلى جانب راية سوريا.» وقد حاولت منظمات فرنسية داعمة للقضية الفلسطينية ومعادية للصهيونية عرقلة أعمال المؤتمر غير أنها ظلّت محدودة.
في 10 يوليو انعقد في مجمّع صحارى في دمشق مؤتمر تشاوري للحوار الوطني الذي كان دعا إليه الأسد في خطابه الثالث، وقد حضر المؤتمر 200 شخصية مستقلة ومعارضة في حين قاطعته أغلب المعارضة وقال ميشيل كيلو أنّ الجو غير ملائم للحوار ولذلك رفض المشاركون في مؤتمر سمير أميس الأول المشاركة، ترأس المؤتمر فاروق الشرع نائب الرئيس، وبعد ثلاث أيام من النقاش أصدر بيانًا ختاميًا قال فيه أنّ الدستور السوري بحاجة لإعادة صياغة برمته أو إدخال تعديلات واسعة عليه، وأكّد على ضرورة محاسبة من قتل المتظاهرين والعسكريين على حد سواء والتحوّل نحو نظام مدني تعددي ديموقراطي، وقال الشرع في بداية المؤتمر أنه يأتي في مرحلة حاسمة من تاريخ سوريا وأنه يمهد نحو الانتقال لدولة ديموقراطية تعددية.
في يوم السبت الموافق 16 تموز\يوليو جرى مؤتمر إسطنبول بحضور أكثر من 400 شخصية سورية معارضة واتفقوا على تشكيل «هيئة إنقاذ وطني» تتالف من «ممثلين للمعارضة» ومن «شباب الثورة السورية»، وتم اختيار المحامي المعارض هيثم المالح رئيسا للهيئة وقد قال في كلمته الاحفتتاحية: «إنّ الحكم استولى على دولة ونريد استعادتها ولن يستطيع النظام ان يسلبنا حريتنا»، واضاف ان الهيئة ستعمل على بناء نظام تعددي وديمقراطي في سوريا وستقوم بانتخاب لجنة من 15 شخص ستعمل في خارج سوريا وستقوم بمساعدة شباب الثورة في الداخل، ووصف المالح حكم الرئيس الاسد بالـ«فاشي» واتهم نظام والده بقتل 60 إلى 70 الف سوري في الفترة بين 1980 و1990 في كل من حماة وحلب وجسر الشغور وسجن تدمر.

## الاستقالات
تقليدًا لما حدث في اليمن وليبيا حيث اندلعت موجة استقالات جماعية لمسؤولين حكوميين بهدف الضغط على الحكومة، بثت قناة الجزيرة في أبريل 2011 نبأ تنحي ناصر بن محمد خير بيك الحريري شيخ مشايخ حوران - عضو مجلس الشعب عن درعا عن منصبه في مجلس الشعب على الهواء مباشرة عبر قناة الجزيرة  وتبعه بعد ذلك مباشرة النائب خليل بن إبراهيم محسن الرفاعي بتقديم استقالته من مجلس الشعب على الهواء مباشرة عبر قناة الجزيرة .... ثم قدم مفتي درعا رزق عبد الرحيم آبازيد استقالته من منصبه.. وشيخ قرّاء الديار الشاميّة.. ثم قدم يمان المقداد استقالته من مجلس الشعب.. كما بثت قناة الجزيرة نبأ استقالة مائة عضو من حزب البعث في بانياس وتسعة أعضاء في إدلب، وبينما لم تنف السلطات نبأ الاستقالات في بانياس، فقد أصدر مدير فرع الحزب في إدلب بيانًا كذّبه فيه ما أوردته الجزيرة.
يجدر بالذكر أن قناة فرنسا 24 الناطقة بالعربية قالت أن السفيرة السورية في باريس لمياء شكور قد استقالت احتجاجًا على دخول الجيش إلى جسر الشغور وذلك في اتصال هاتفي «معها»، السفيرة بعد إعلان القناة الفرنسية بدقائق أعلنت أنه قد تم انتحال شخصيتها، وقالت أنها ستقاضي القناة مطالبة بتعويض ستمنحه «لعائلات شهداء الجيش»، كما قالت أنها ستنشر تكذيبًا في الصحف الفرنسية كافة. لكن في المُقابل قالت قناة فرانس 24 أن السفارة هيَ بنفسها من زودتها برقم السَّفيرة ومعه صورة لها لاستخدامها في برنامج حواري معها، ورفعت إثرََ ذلك دعوى قضائية بتُهمة انتحال الشخصيَّة، على الرغم من أنها صرَّحت بأن السفارة قد لا تكون ضليعة بالضرورة في عملية الانتحال.
في الجهة المقابلة، فإن عدد الإعلاميين السوريين في القنوات الإخبارية العربية قد استقالوا احتجاجًا على ما يسمونه «التغطية الأحادية الجانب» لهذه القنوات منهم زينة اليازجي في قناة العربية.
مذيعة قناة الجزيرة رولا إبراهيم رفضت الاستقالة من القناة، فخرج بيان على الإنترنت أن أهلها قد تبرؤوا منها ولكنها أكدت بعد ذلك أنه هذا البيان لم يخرج إلا بعد ضغوط شديدة مورست عليهم من قِبَل الشبيحة.
كذلك فقد استقالة الإعلامي التونسي غسان بن جدو احتجاجًا على ما أسماه تعامل القناة بالتضخيم مع ما جرى في سوريا. كما استقال عدد كبير من موظفي قناة المشرق السورية المعارضة التي تبثّ من الإمارات العربية المتحدة احتجاجًا على ما أسموه «العدوانية تجاه سوريا».
شهدت حركة الانشقاقات تطورًا نوعيًا بانشقاق محمود سليمان الحاج حمد المفتش الأول في الهيئة المركزية لرئاسة الوزراء ووزارة الدفاع السورية. ويكمن ذلك لكونه أول مدني في مثل هذا المنصب يعلن انشقاقه بعد خروجه من سوريا في إجازة رسمية، وقد أعلن في مؤتمر صحفي عقب انشقاقه أن «كبار الموظفين والمسؤولين في سوريا أسرى ومعتقلون ولا يستطيعون الخروج إلا بمرافقات أمنية كما أنهم ممنوعون من السفر... وأنه لو أتيح لهم الانشقاق لانشقوا جميعًا».

## الجيش
حسب رواية الإعلام السوري الرسمي للأحداث، فإن عصابات مسلحة ذو أصول سلفية جهادية دخلت إلى سوريا بهدف استغلال الموقف وقامت بما يشبه التمرد المسلح، ولذلك قام الجيش السوري بالتدخل في الأحداث خصوصًا في بانياس وتلكلخ والرستن وجسر الشغور ودرعا وحي بابا عمرو في حمص، للقضاء على التمرّد المسلح بشكل نهائي، وكدليل على صحة روايتها أوردت الحكومة على التلفزة الرسمية مجموعة اعترافات لأشخاص قالوا أنهم تلقوا أموالاً وأسلحة من الخارج، كما أعلنت ضبط أسلحة ومتفجرات قادمة من العراق ولبنان.
وقد وردت عدة حالات انشقاق في الجيش السوري منددة بالرواية الرسمية للنظام.
فقد أعلن مقدم يُدعى حسين هرموش في 10 يونيو انشقاقه عن الجيش السوري وتحمل مسئولية قتل العسكريين الذين أعلن النظام السوري مقتلهم على يد عصابات مسلحة في جسر الشغور. وقال هرموش إنهم اضطروا لقتل العسكريين بسبب هجومهم على الشعب الأعزل.
وقد سبقه ضابط بالجيش برتبة ملازم أول يدعى «عبد الرزاق طلاس» كان أعلن في 7 يونيو انشقاقه عن الجيش أيضا نتيجة ما وصفه بالممارسات غير الإنسانية ولا الأخلاقية، ودعا زملاءه العسكريين إلى الانحياز لمطالب المواطنين.